# Si Yajie
Dans ce nom chinois, le nom de famille, Si, précède le nom personnel.
Si Yajie (née le 4 décembre 1998) est une plongeuse chinoise.
Elle obtient la médaille d'or au plongeon à 10 m lors des Championnats du monde de 2013 à Barcelone et au plongeon synchronisé mixte à 10 m lors des Championnats du monde de 2015 à Kazan.

## Palmarès

### Championnats du monde
- Championnats du monde 2015 à Kazan  Russie :
  -  Médaille d'or au plongeon synchronisé mixte à 10 m.

- Championnats du monde 2013 à Barcelone  Espagne :
  -  Médaille d'or au plongeon à 10 m.